# Nadia Al-Sakkaf

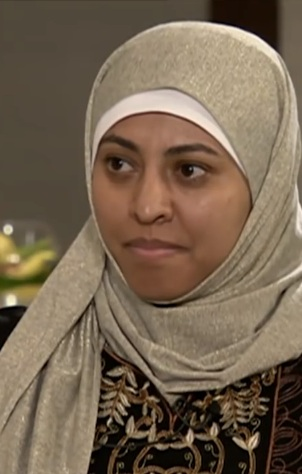
Nadia Al-Sakkaf

Nadia al-Sakkaf (arabisch نادية عبد العزيز السقاف, DMG Nādiya ʿAbd al-ʿAzīz as-Saqqāf) ist eine jemenitische Journalistin und Politikerin.
Nadia al-Sakkaf studierte in England Informatik und schloss mit einem MSc in Information Systems Management ab. Sie arbeitet ab 2000 bei der Yemen Times, der größten und meistgelesenen Zeitung des Landes, zunächst als Übersetzerin, Journalistin und Redaktionsassistentin. Ihre Fachgebiete betrafen v. a. entwicklungspolitische Fragen, Genderfragen und Medien im Mittleren Osten, insbesondere im Jemen.
Von 2005 bis 2014 war sie Chefredakteurin der Zeitung, bis sie als erste weibliche Informationsministerin des Jemens 2014 in die Regierung von Ministerpräsident Khalid Bahah eintrat. In diesem Amt berichtete sie vom Einmarsch der Huthi-Milizen im Januar 2015. Die gesamte Regierung trat am 22. Januar 2015 zurück und Al-Sakkaf ging nach Saudi-Arabien ins Exil.
Seit 2015 ist sie als Expertin für arabische und muslimische Politik für das Washington Institute for Near East Policy tätig.
2003 schloss sich Nadia Al-Sakkaf Oxfam in Großbritannien an und arbeitete sowohl an humanitären Projekten, als auch am Programm zur Armutsbekämpfung des Internationalen Währungsfonds.
Al-Sakkaf ist verheiratet und hat eine Tochter.

## Ehrungen und Preise
Im Jahr 2006 wurde al-Sakkaf der Gebran Tueni Preis  der World Association of Newspapers und der Zeitung an-Nahar in Beirut verliehen. 2013 gehörte sie zu 100 Women der BBC und erhielt in Oslo den „Business for Peace“-Preis.